# وینتیکینکو دو اگوستو
وینتیکینکو دو اگوستو (به لاتین: Veinticinco de Agosto) یک زیستگاه انسانی در اروگوئه است که در Florida Department واقع شده‌است.

## خصوصیات
وینتیکینکو دو اگوستو ۱٬۸۴۹ نفر جمعیت دارد.